# Football Club féminin condéen
Maillots
Le Football Club féminin condéen est un club de football féminin français basé à Condé-sur-Noireau et fondée en 1978. 
Les Condéennes atteignent pour la première fois de leur histoire la Division 1 en 1981, après seulement trois saisons au sein de la Ligue atlantique. Après un rapide en seconde division, auréolé d'un titre de champion, le club s'installe durant une décennie dans l'élite du football féminin français sans pour autant faire partie des cadors du championnat. La fin des années 1990 est plus délicates et le club redescend en seconde division. Entre 2004 et 2009, le club va faire le yoyo entre les deux meilleures divisions françaises, décrochant au passage le titre de champion de seconde division en 2006.
La saison 2015-2016, en vue de la réorganisation des championnats de football féminin 2016-2017, se traduit par la descente du club en Championnat Interligue Maine-Normand (équivalent D.H).

## Palmarès
| Compétitions nationales                                                              | Compétitions régionales                                                                   |
| - Championnat de France de D2 - Champion : 1983, 2006. - Vice-champion : 2004, 2008. | - Coupe de Basse-Normandie - Vainqueur : 2011, 2013, 2014, 2015. - Finaliste : 2010, 2012 |

## Bilan saison par saison
Le tableau suivant retrace le parcours du club depuis sa création en 1978.

## Entraîneurs
- Janv 2009-juin 2013 :  Pascal Grosbois

## Le Championnat Maine-Normand 2016-2017
| FCF Condé Changé CS Sablé FC AS Ifs FA Laval AS Ruaudin FC Gorron FC Flers AG Caen Rés. Le Mans FC Rés. OC Briouze |

| Liste par département : | Liste par département : |
| ----------------------- | --- |
|                         | Sarthe (4) : Le Mans FC Rés., Changé CS, AS Ruaudin, Sablé FC . Mayenne (2) : FC Gorron, FA Laval. Calvados (3) : AG Caen Rés., AS Ifs, FCF Condé. Orne (2) : FC Flers, OC Briouze. |

## Structures du club
Le bureau du FCFC est composé d'une vingtaine de membres, dont le président est Jean Elisabeth, le vice-président Michel Helie, trésorière Yolande Hélie, adjointe Catherine Groussard, secrétaire Josiane Elisabeth, responsable commission sponsoring Hervé Pondemer, commission équipement Gervais Balluais, membres Yvette Balluais, Frédéric Ryba, Catherine Ryba, Valérie Pondemer, Philippe Garavel, Martine Join, Ingrid Legrusley, Loïc Bourdon, Sonia Vincent, Daniel Courval, Pierre Blais, Michèle Lanéelle, Pascal Legrusley. Bureau réélu lors de l'Assemblée Générale qui a eu lieu le 15 janvier 2011, à la salle du marché couvert de Condé-sur-Noireau[réf. nécessaire]. 
Le FCFC s'est doté d'un entraineur spécialisé depuis janvier 2009 en la personne de Pascal Grosbois[réf. nécessaire]. Son stade d'honneur est le stade Robert Gossart, mais le FCFC possède aussi un stade secondaire équipé de terrains latéraux d'entrainements, et d'autres équipements pour favoriser l'entrainement de ses joueuses[réf. nécessaire]. Partenaire avec l'école et le collège du Sacré-Cœur, le FCFC aide aussi ses joueuses à parvenir au bout de leurs études tout en alliant leur passion grâce, notamment, à une communication et une entente cordiale avec les différents acteurs de leur réussite tant scolaire que professionnelle, voire sportive au sein de la ville de Condé-sur-Noireau[réf. nécessaire].